# Coscinia dubernardi
Coscinia dubernardi är en fjärilsart som beskrevs av Charles Oberthür 1912. Coscinia dubernardi ingår i släktet Coscinia och familjen björnspinnare. Inga underarter finns listade i Catalogue of Life.